# ياسر عبد الباقي
ياسر عبد الباقي (ولد 1972) هو روائي يمني وكاتب سيناريو، صحفي، ومؤلف. ولد في عدن ودرس التاريخ والآثار في الجامعة. كتابه الأول من القصص القصيرة كان يسمى «أحلام» يليه مجموعة تسمى«ليلة امرأة». ظهرت روايته المثيرة للجدل «زاهافار» في عام 2008.
وفي الآونة الأخيرة كتب عبد الباقي السيناريو الأول له وحيدة. وكان قد ساهم أيضا في كتابة مسرحية بعنوان بطاقات حمراء التي قدمت من قبل فرقة مسرحية خليج عدن في عام 2010.
ظهرت أعمال عبد الباقي مترجمة إلى اللغة الإنجليزية والإيطالية. قصته القصيرة «بولمان # 99» قد وردت في مختارات اللغات الأجنبية، هما: البرتقال في الشمس (2007) وبيرل ديلو اليمن (2009). كان أيضا واحدا من الكتاب اليمنيين في مجلة بانيبال المكرسة لقضايا الأدب اليمني المعاصر.
عبد الباقي هو رئيس تحرير مجلة «المنارة العدنية» كما أنه عضو في اتحاد الأدباء والكتاب اليمنيين.